# Révolution siamoise de 1688
La révolution siamoise de 1688 est un soulèvement populaire majeur dans le royaume siamois d'Ayutthaya (actuelle Thaïlande) conduisant au renversement du roi siamois pro-français Narai. Phetracha, auparavant l'un des conseillers militaires de confiance de Narai, profite de la maladie du vieux Narai et tue l'héritier chrétien de Narai, ainsi qu'un certain nombre de missionnaires et l'influent ministre des Affaires étrangères de Narai, l'aventurier grec Constantin Phaulkon. Phetracha épouse ensuite la fille de Narai, monte sur le trône et poursuit une politique visant à évincer l'influence française et les forces militaires du Siam. L'une des batailles les plus importantes est le siège de Bangkok en 1688, lorsque des dizaines de milliers de forces siamoises passent quatre mois à assiéger une forteresse française dans la ville. À la suite de la révolution, le Siam rompt ses liens importants avec le monde occidental, à l'exception de la Compagnie néerlandaise des Indes orientales, jusqu'au XIXe siècle.

## Objectif de politique étrangère du roi Narai

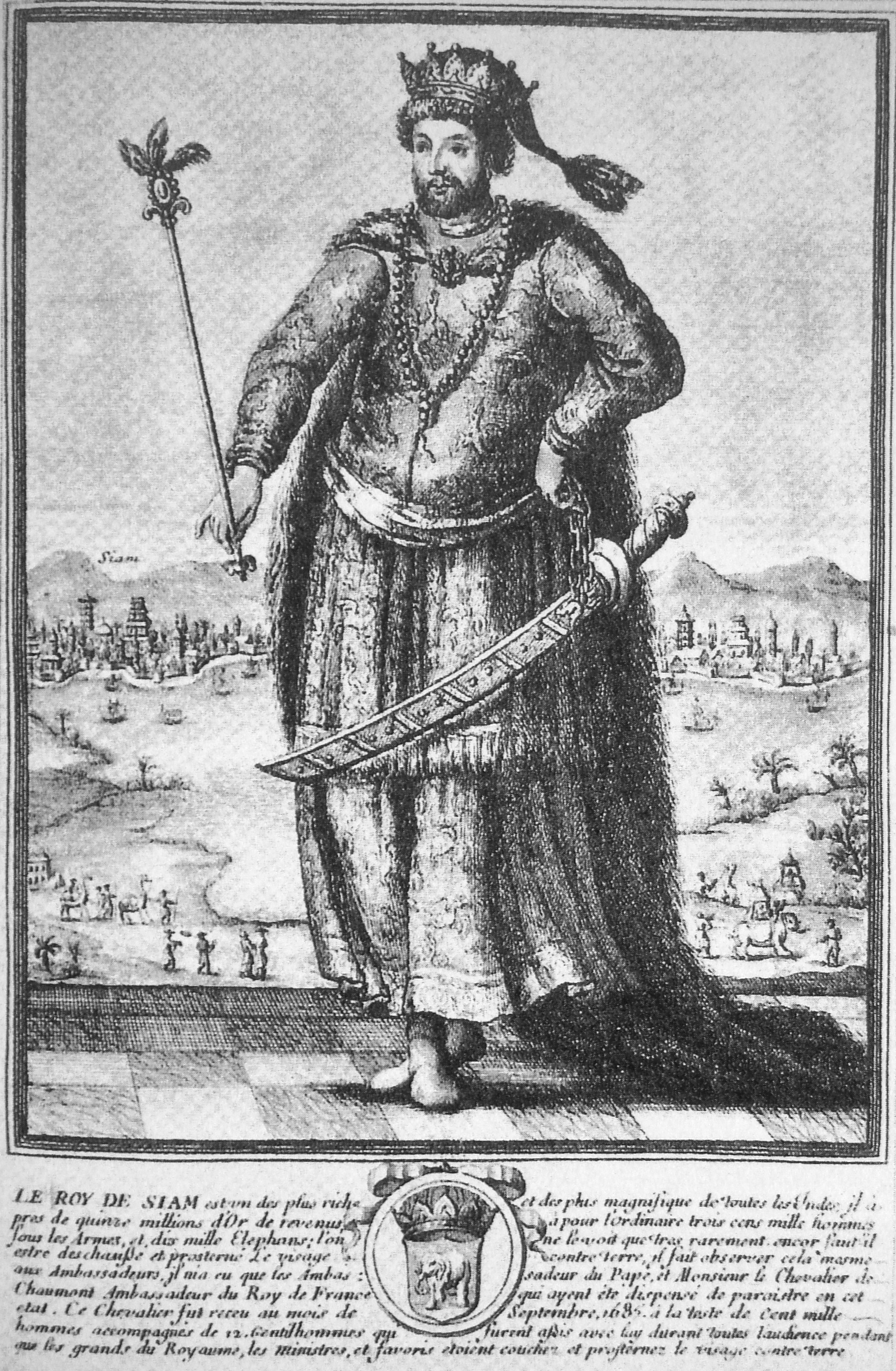
Représentation française contemporaine du roi Narai de Siam.

Le règne du roi Narai voit une expansion majeure des missions diplomatiques vers et depuis les puissances occidentales, notamment la France, l'Angleterre et le Vatican. Des missions sont également envoyées et reçues de Perse, d'Inde et de Chine, ainsi que d'autres États voisins. Une autre caractéristique notable du règne de Narai est l'influence sans précédent des étrangers à la cour siamoise, incarnée par l'ascension fulgurante de Constantin Phaulkon, un aventurier grec qui occupe l'équivalent moderne du poste de Premier ministre.
Le roi Narai cherche surtout à élargir les relations avec les français, comme contrepoids à l'influence portugaise et néerlandaise dans son royaume, et à la suggestion de son conseiller grec Phaulkon. De nombreuses ambassades sont échangées dans les deux sens.

## Bouleversement nationaliste
La France cherche à convertir le roi Narai au catholicisme romain et à établir des troupes dans la région. Avec la permission de Narai, des forteresses avec des troupes françaises et sous contrôle français sont établies à Mergui et Bangkok, afin de réaffirmer le traité commercial de 1685, de fournir un contrepoids à l'influence néerlandaise dans la région et d'aider à lutter contre la piraterie. Ce débarquement des troupes françaises entraîne de forts mouvements nationalistes au Siam. En 1688, les sentiments anti-étrangers, principalement dirigés contre les français et Phaulkon, atteignent leur apogée. Les courtisans siamois sont mécontents de la domination du grec Phaulkon dans les affaires de l'État, ainsi que de son épouse luso-japonaise et du style de vie européen, tandis que le clergé bouddhiste est inquiet de l'importance croissante des jésuites français. Les courtisans se constituent finalement en une faction anti-étrangère. D'autres étrangers qui se sont établis à Ayutthaya avant les français, en particulier les néerlandais et les anglais protestants ainsi que les perses musulmans, sont également mécontents de l'influence politique et économique croissante des français catholiques. D'autres factions catholiques établies, comme les portugais, ont également des raisons d'en vouloir à la présence française, la considérant comme une violation du traité de Tordesillas. L'influence française croissante accroît non seulement la concurrence, mais est également un rappel fâcheux du déclin de la fortune du Portugal.
Les choses atteignent leur paroxysme lorsque le roi Narai tombe gravement malade en mars 1688 et que les conspirateurs manœuvrent pour prendre le pouvoir. En avril, Phaulkon demande l'aide militaire des français afin de neutraliser le complot. L'officier français Desfarges répond en dirigeant 80 soldats et 10 officiers hors de Bangkok vers le palais de Lopburi. Cependant, il s'arrête en chemin à Ayutthaya et abandonne finalement son projet et se retire à Bangkok, craignant d'être attaqué par des rebelles siamois, et troublé par de fausses rumeurs, certaines répandues par Véret, le directeur de la compagnie française des Indes orientales, dont une selon laquelle le roi est déjà mort.

## Crise

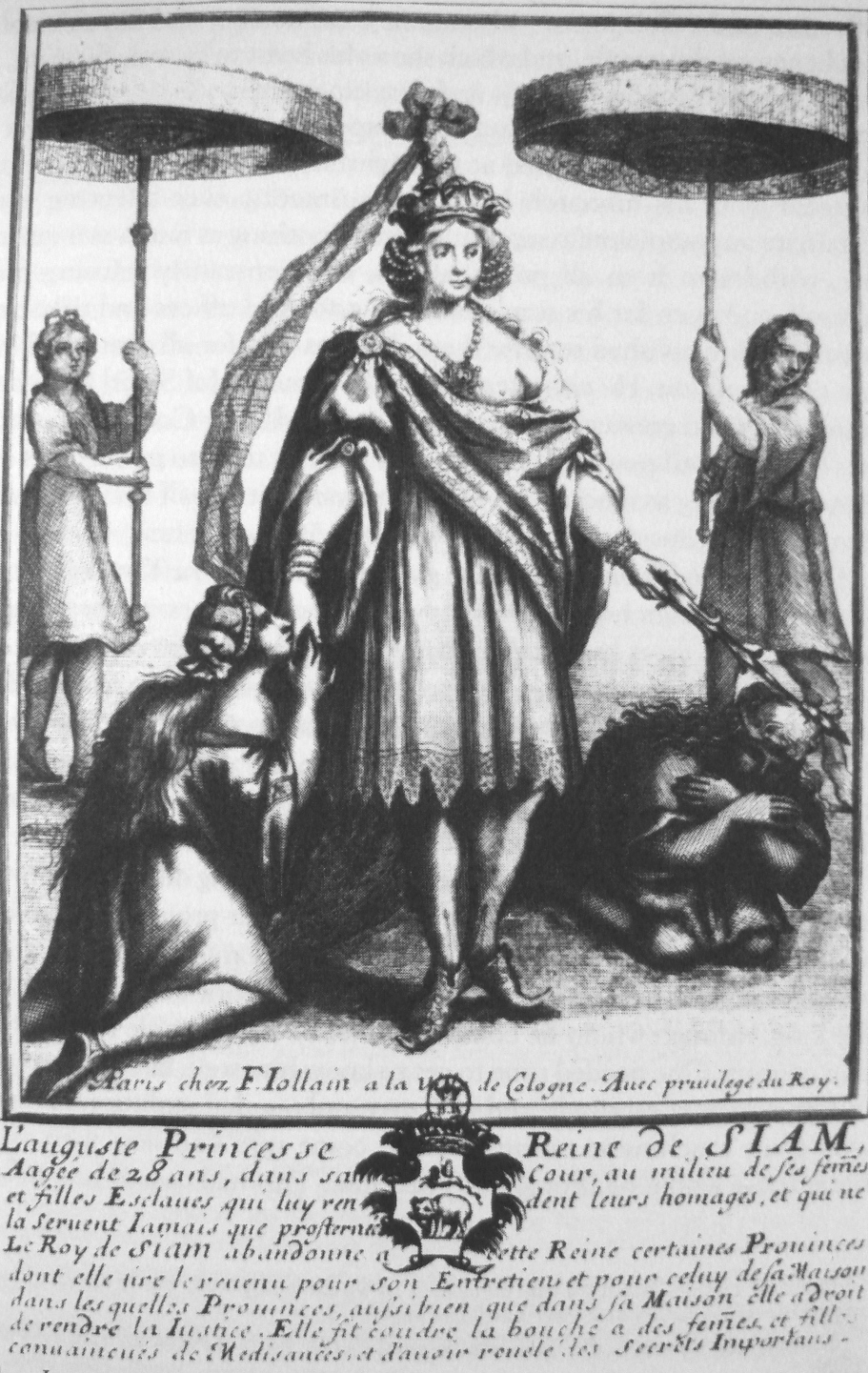
Krommaluang Yothathep, fille et enfant unique du roi Narai, est nommée régente le 10 mai 1688.

Le 10 mai, le roi Narai mourant, conscient du conflit de succession à venir, convoque ses plus proches conseillers (le conseiller grec Phaulkon, le frère adoptif du roi et commandant du Royal Elephant Corps, Phra Phetracha et le fils adoptif du roi, Mom Pi (th)). Narai nomme sa fille, Krommaluang Yothathep (en), pour lui succéder. Ses trois conseillers doivent faire office de régents jusqu'à ce que la princesse prenne un partenaire de son choix parmi l'un des deux conseillers siamois, Mom Pi ou Phetracha.
Loin de calmer la situation, la décision de Narai incite Phetracha à agir. Narai étant pratiquement incapable d'agir à cause de sa maladie, Phetracha organise un coup d'État planifié de longue date avec le soutien d'une cour mécontente ainsi que du clergé bouddhiste, déclenchant la révolution siamoise de 1688. Les 17 et 18 mai 1688, le roi Narai est arrêté. Le 5 juin, Phaulkon est arrêté pour trahison, puis décapité. Mom Pi est tuée et de nombreux membres de la famille de Narai sont assassinés. Les deux frères du roi, ses successeurs de droit, sont tués le 9 juillet et le roi Narai lui-même meurt en détention les 10 et 11 juillet, sa mort étant peut-être accélérée par empoisonnement. Phra Phetracha est couronné roi le 1er août. Kosa Pan, ancien ambassadeur en France en 1686 et fervent partisan de Phetracha, devient son ministre des Affaires étrangères et du Commerce.
La princesse Krommaluang Yothathep doit finalement épouser Phetracha et devenir sa reine.

## Élimination des forces françaises (1688)

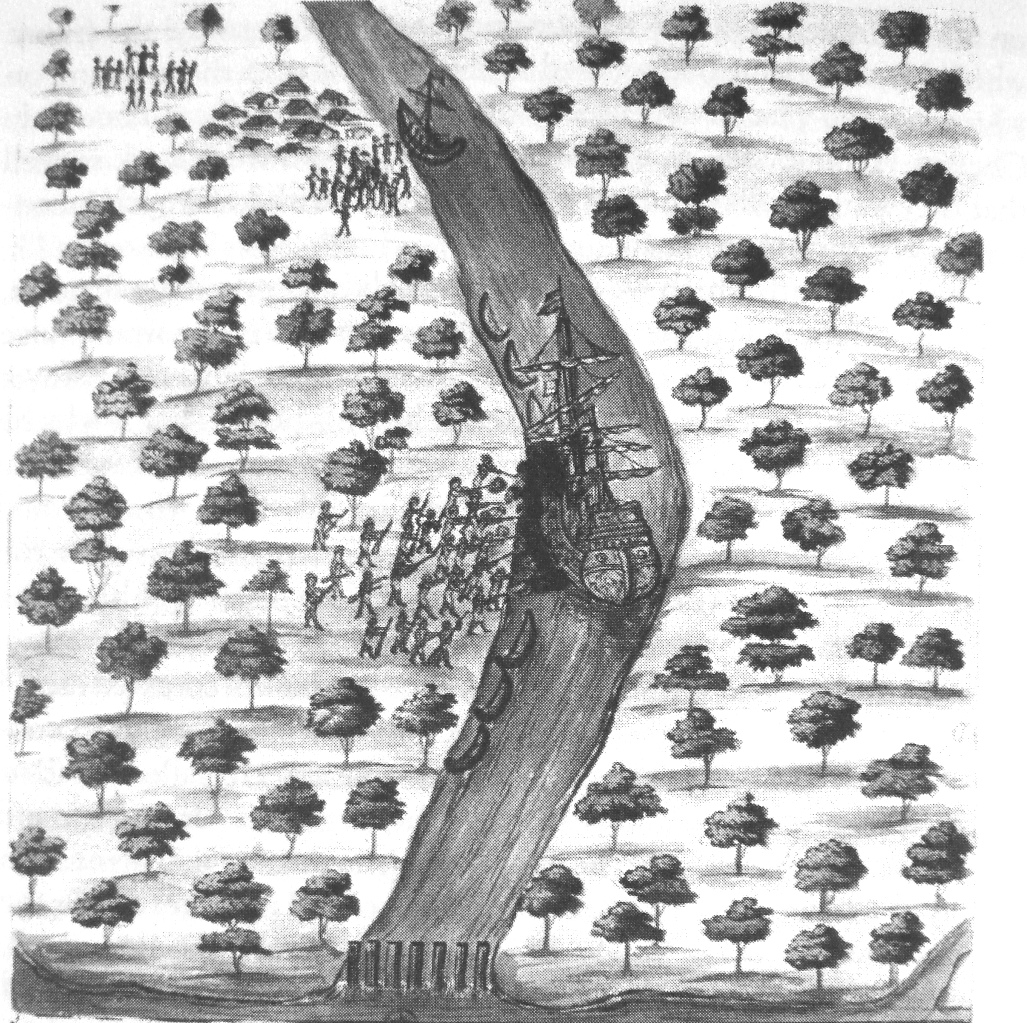
Attaque siamoise du Bruant à Tavoy, au cours de laquelle le chevalier de Beauregard et le jésuite Pierre d'Espagnac sont capturés et réduits en esclavage.

Des attaques à grande échelle sont lancées contre les deux forteresses françaises du Siam et le 24 juin 1688, les français du Bruant et du chevalier de Beauregard doivent abandonner leur garnison à Mergui. Du Bruant réussit à s'échapper sous le feu et avec de nombreuses pertes en s'emparant d'un navire de guerre siamois, le Mergui. Lui et ses troupes sont bloqués sur une île déserte pendant quatre mois avant d'être capturés par un navire de guerre britannique. Ils retournent finalement à Pondichéry via Madras.
Lors du siège de Bangkok, Phetracha assiège la forteresse française de Bangkok avec 40 000 hommes et plus d'une centaine de canons, pendant une période de quatre mois. Les troupes siamoises auraient également reçu le soutien des pays-Bas dans leur lutte contre les français. Le 9 septembre, le navire de guerre français Oriflamme, transportant 200 hommes et commandé par de l'Estrilles, arrive à l'embouchure de la rivière Chao Phraya, mais ne peut accoster à la forteresse de Bangkok car l'entrée de la rivière est bloquée par les siamois.
L'épouse catholique japonaise-portugaise de Phaulkon, Maria Guyomar de Pinha (en), à qui on a promis une protection en étant anoblie comtesse de France, se réfugie avec les troupes françaises à Bangkok, mais Desfarges la rend aux siamois sous la pression de Phetracha le 18 octobre. Malgré les promesses qui sont faites concernant sa sécurité, elle est condamnée à l'esclavage perpétuel dans les cuisines de Phetracha. Desfarges négocie finalement pour revenir avec ses hommes à Pondichéry le 13 novembre, à bord de l'Oriflamme et de deux navires siamois, le Siam et le Louvo, fournis par Phetracha.
Une partie des troupes françaises reste à Pondichéry pour y renforcer la présence française, mais la plupart partent pour la France le 16 février 1689 à bord du Normande de la Marine française et du Coche de la Compagnie française, avec à leur bord l'ingénieur Vollant des Verquains et le jésuite Le Blanc. Les deux navires sont cependant capturés par les néerlandais au Cap, car la guerre de la Ligue d'Augsbourg a commencé. Après un mois au Cap, les prisonniers sont envoyés en Zélande où ils sont détenus à la prison de Middelbourg. Ils peuvent finalement rentrer en France grâce à un échange général de prisonniers.
Le 10 avril 1689, l'officier français Desfarges, resté à Pondichéry, mène une expédition pour capturer l'île de Phuket dans le but de restaurer une sorte de contrôle français sur le Siam. L'occupation de l'île ne mène nulle part et Desfarges retourne à Pondichéry en janvier 1690. Rappelé en France, il laisse 108 soldats à Pondichéry pour renforcer les défenses, et part avec ses troupes restantes sur l'Oriflamme et la Compagnie expédie le Lonré et le Saint-Nicolas le 21 février 1690. Desfarges meurt sur le chemin du retour en tentant de rejoindre la Martinique, et l' Oriflamme coule peu de temps après, le 27 février 1691, avec la plupart des troupes françaises restantes, au large des côtes de Bretagne.
Une rébellion siamoise dirigée par Thammathian éclate en 1690 contre le règne de Phetracha, mais est réprimée. Les gouverneurs de plusieurs provinces régionales refusent également d'accepter le règne de Phetracha et se révoltent jusqu'en 1691. Le règne de Phetracha dure jusqu'en 1703, date à laquelle il meurt et est remplacé par son fils aîné Sanphet VIII.
Un contemporain qui participe aux événements, l'ingénieur français Jean Vollant des Verquains, écrit en 1691 à propos de sa signification historique : "La révolution qui eut lieu dans le royaume de Siam en 1688 est l'un des événements les plus célèbres de notre temps, qu'elle soit considérée du point de vue politique ou religieux."

## Conséquences

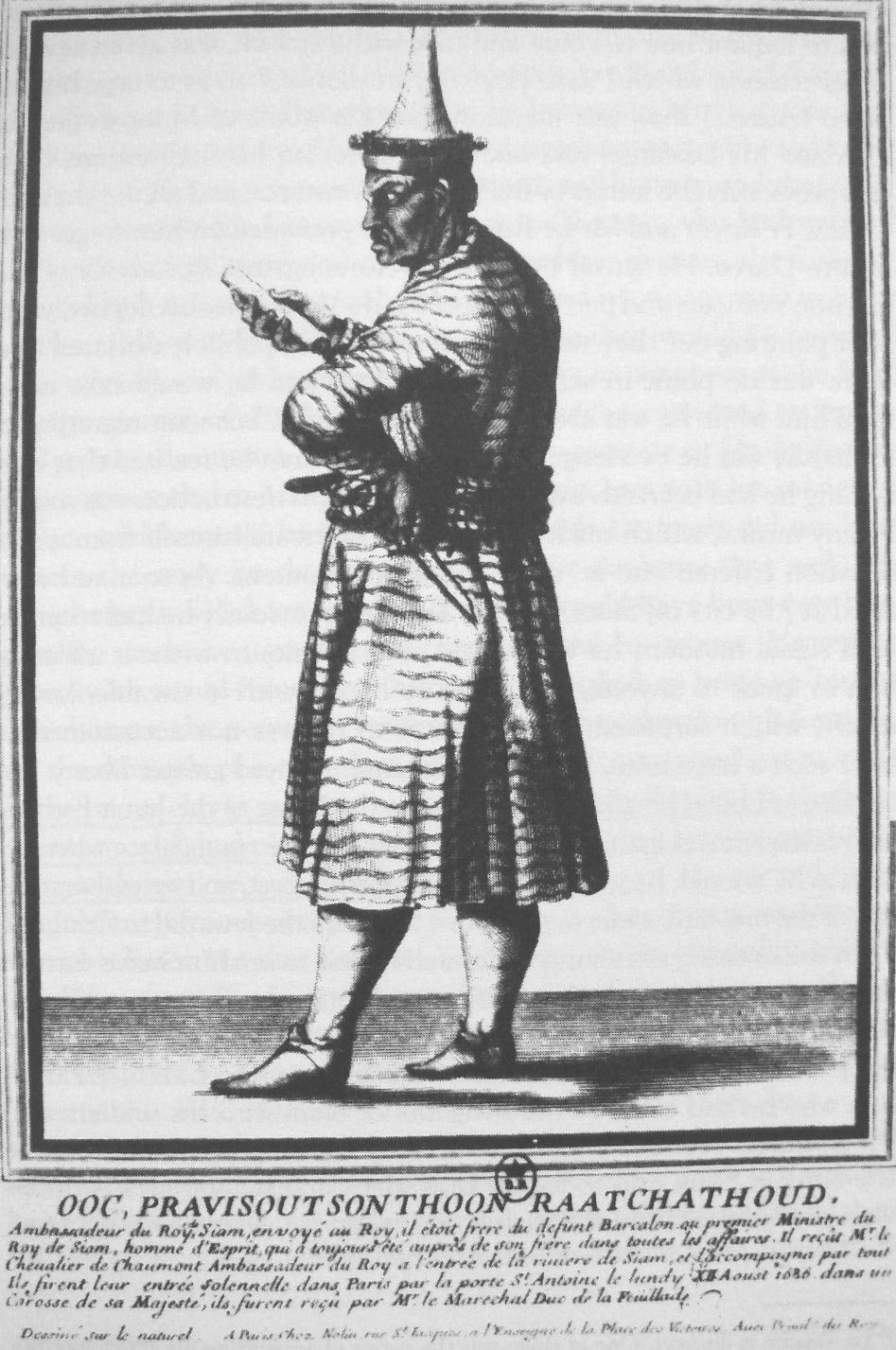
Kosa Pan, ancien ambassadeur en France en 1686, devient le nouveau ministre des Affaires étrangères et du Commerce après la révolution, sous le nouveau dirigeant Phetracha.

La France ne peut pas revenir en force ou organiser des représailles en raison de son implication dans les conflits européens majeurs : la guerre de la Ligue d'Augsbourg (1688-1697), puis la guerre de Succession d'Espagne (1701-1714).
Au Siam, Phetracha a réussi à expulser la plupart des français du pays, mais après un premier confinement, les missionnaires sont autorisés à poursuivre leur travail à Ayutthaya, mais avec quelques restrictions. L'évêque d'Ayutthaya, Louis Laneau, n'est libéré de prison qu'en avril 1691. Quelques employés français du roi, comme René Charbonneau, ancien gouverneur de Phuket, sont également autorisés à rester.
Cependant tous les contacts avec l'Occident ne sont pas rompus. Le 14 novembre, immédiatement après la retraite française, le traité et l'alliance de paix de 1644 entre le Siam et la Compagnie néerlandaise des Indes orientales sont renouvelés, garantissant aux néerlandais leur monopole d'exportation de peaux de cerf précédemment convenu et leur donnant la liberté de commercer librement dans les ports siamois. Ils obtiennent également le renouvellement de leur monopole d'exportation à Ligor pour l'étain (accordé initialement par le roi Narai en 1671). Des facteurs hollandais (opperhoofden) sont également en poste à Ayutthaya, comme Pieter van den Hoorn (de 1688 à 1691), ou Thomas van Son (de 1692 à 1697). Les contacts entre le Siam et l'Occident restent cependant sporadiques et ne reviendront au niveau observé sous le règne du roi Narai que sous le règne du roi Mongkut au milieu du XIXe siècle.
Mis à part les contacts occidentaux, les relations commerciales avec les pays asiatiques restent dynamiques, le Siam restant particulièrement impliqué dans le commerce sino-siamois-japonais. Sous le règne de Phetracha, environ 50 jonques chinoises auraient visité Ayutthaya, et pendant la même période, jusqu'à 30 jonques quittent Ayutthaya pour Nagasaki, au Japon.
La reprise officielle des contacts avec l'Occident commence avec le Traité d'amitié et de commerce avec le Royaume-Uni en 1826. Les échanges diplomatiques avec les États-Unis commencent en 1833. La France ne reprend les contacts officiels qu'en 1856, lorsque Napoléon III envoie un ambassade auprès du roi Mongkut dirigée par Charles de Montigny. Un traité est signé le 15 août 1856 pour faciliter le commerce, garantir la liberté religieuse et permettre l'accès des navires de guerre français à Bangkok. En juin 1861, des navires de guerre français amènent une ambassade thaïlandaise en France, dirigée par Phya Sripipat (Pae Bunnag (en)).